# 遠藤周作文学館

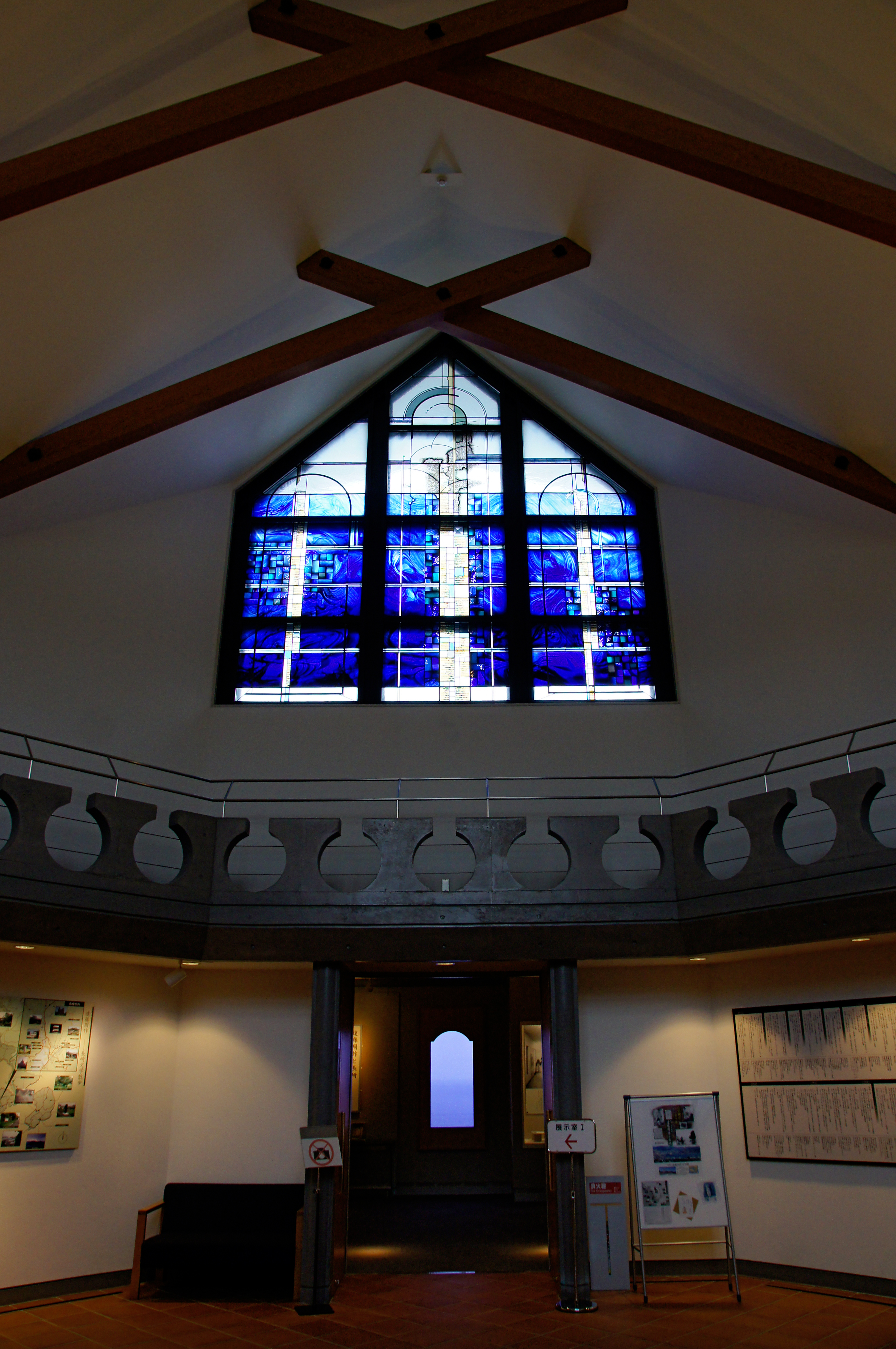
エントランスホール

遠藤周作文学館（えんどうしゅうさくぶんがくかん）は、長崎県長崎市東出津町にある長崎市立の文学館である。

## 概要
自らがキリスト教徒（カトリック）であり、信仰を主題とする作品を多く著した作家遠藤周作に関する資料の収蔵展示と研究の場として、2000年（平成12年）5月に当時の西彼杵郡外海町により「外海町立遠藤周作文学館」として開館した。その後、2005年1月4日に同町が長崎市に編入合併されたのに伴い、同市に引き継がれている。
旧外海町は隠れキリシタンの里として知られ、遠藤の代表作の一つである『沈黙』の舞台となった。1987年（昭和62年）11月には『沈黙』の文学碑が外海町の出津文化村内に建立されている。
遠藤が1996年（平成8年）9月に死去した後、遺族や親交のあった関係者により文学館の建設構想が進められ、複数の候補地の中から外海町が選ばれた。

## 施設と展示内容
- 展示室 - 常設展示と企画展示を行う。
  - 常設展示 - 遠藤の自宅書斎（再現）、写真とエッセイのパネル展示による生涯の紹介、書籍、原稿など。
  - 企画展示 - 2年毎にテーマを変え開催。
- 図書室
- 「聴濤」- ファンの交流のためのフリースペース。遠藤の趣味でもあった囲碁もできる。
- ショップ「外海」 - 遠藤の著作、グッズ等を販売。
- 軽喫茶「アンシャンテ」

改装され現在は、「思索空間アンシャンテ」。代表作「沈黙」をイメージしたつくりが、ファンをはじめ幅広い世代の心をつかむ。

## 利用情報
- 開館時間 - 9:00～17:00（入館は16:30まで）
- 休館日 - 12月29日～1月3日まで（臨時休館あり）
- 観覧料 - 大人350円、小・中・高校生200円。10人以上の団体はそれぞれ100円割引。

## 所在地とアクセス
- 〒851-2327 長崎市東出津町77番地
- 長崎駅前からさいかい交通バスで75分、「道の駅（文学館入口）」停留所より徒歩2分。
  - 3月～11月は外海地区を回る定期観光バスが運行され、当館にも立ち寄る。
- 長崎市内より国道202号で40分。

## 周辺
- 道の駅夕陽が丘そとめ